# Handballverband Mecklenburg-Vorpommern
Der Handballverband Mecklenburg-Vorpommern (kurz: HVMV) ist einer der Landesverbände im Deutschen Handballbund. Er vertritt die Mannschaften aus Mecklenburg-Vorpommern.

## Spielbetrieb

### Turnierbetrieb
Der Handballverband Mecklenburg-Vorpommern richtet folgende Wettbewerbe aus:
- Mecklenburg-Vorpommern–Liga für Männer
- Mecklenburg-Vorpommern–Cup (erstmals 2021)
- Verbandsliga für Männer (zwei Staffeln)
- Landesliga für Frauen (zwei Staffeln)
- Final Four für Frauen und Männer
- Jugendwettbewerbe:
  - männliche Jugend A: MV-Liga Gruppe A (Vorrunde), MV-Liga Gruppe B (Vorrunde), MV-Liga Gruppe C (Vorrunde), MV-Liga Hauptrunde (Plätze 1 bis 6), MV-Liga Hauptrunde (Plätze 7 bis 10), MV-Liga Hauptrunde (Plätze 11 bis 14) und MV-Liga Finale (Tag des Jugendhandball)
  - männliche Jugend B: MV-Liga Gruppe A (Vorrunde), MV-Liga Gruppe B (Vorrunde), MV-Liga Hauptrunde (Plätze 1 bis 5), MV-Liga Hauptrunde (Plätze 6 bis 9) und MV-Liga Finale (Tag des Jugendhandball)
  - weibliche Jugend B: MV-Liga Gruppe A (Vorrunde), MV-Liga Gruppe B (Vorrunde), MV-Liga Gruppe C (Vorrunde), MV-Liga Hauptrunde (Plätze 1 bis 6), MV-Liga Hauptrunde (Plätze 7 bis 12), MV-Liga Hauptrunde (Plätze 13 bis 18) und MV-Liga Finale (Tag des Jugendhandball)
  - männlich Jugend C: Oberliga Gruppe A (Vorrunde), Oberliga Gruppe B (Vorrunde)), Oberliga Hauptrunde (Plätze 1 bis 4), Oberliga Hauptrunde (Plätze 5 bis 8), Oberliga Endrunde (Play-off) und Oberliga Finale (Tag des Jugendhandball)
  - weibliche Jugend C: Oberliga Gruppe A (Vorrunde), Oberliga Gruppe B (Vorrunde), Oberliga Hauptrunde (Plätze 1 bis 6), Oberliga Hauptrunde (Plätze 7 bis 10) und Oberliga Finale (Tag des Jugendhandball)
  - männliche Jugend D: Landesmeisterschaft
  - weibliche Jugend D: Landesmeisterschaft
  - männliche Jugend E: Bestenermittlung
  - weibliche Jugend E: Bestenermittlung

### Spielzeit 2020/2021
Der Spielbetrieb in den Ligen im Handballverband Mecklenburg-Vorpommern wurde am 1. November 2020 wegen der coronabedingten Beschränkungen zunächst unterbrochen. Am 31. März 2021 entschied das Präsidium des Handballverbands Mecklenburg-Vorpommern, den Spielbetrieb nicht wieder aufzunehmen und die Saison 2020/2021 ohne Wertung und ohne Absteiger zu beenden. Sofern es mehr als einen Aspiranten für den Aufstieg in die Handball-Oberliga Ostsee-Spree geben sollte, wird die Spielkommission den Modus festlegen. Für Aufstiegsinteressenten aus den drei Bezirkshandballverbänden werde es eine Lösung geben, fügte der für Spieltechnik verantwortliche Vizepräsident Thomas Schweder an. Der Jugendausschuss hatte am 22. März 2021 entschieden, dass die unterbrochene Saison im Jugendbereich ohne Wertung beendet, die Landesmeisterschaft in der E- und D-Jugend nicht ausgetragen und die erstmals vorgesehene Bestenermittlung im Beachhandball um ein Jahr verschoben wird.

#### Mecklenburg-Vorpommern–Liga (Männer)
Am Spielbetrieb nahmen teil: TSG Wismar, Güstrower HV`94, Ribnitzer HV, Stralsunder HV II, HSV Grimmen 1992, SV Einheit Demmin, SV Warnemünde, HC Vorpommern-Greifswald, SV Matzlow-Garwitz, Mecklenburger Stiere Schwerin II und Stavenhagener SV von 1863. Wegen des Saisonabbruchs kam es nicht mehr zu den vorgesehenen Platzierungsspielen.

#### MV-Cup (Männer)
Die Männer-Drittligisten Mecklenburger Stiere Schwerin, HC Empor Rostock und Stralsunder HV spielten ab dem 12. März 2021 in der Erstauflage um den MV-Cup 2021.

#### Verbandsliga Mecklenburg-Vorpommern (Männer)
In der Verbandsliga der Männer wurde in zwei Staffeln gespielt. In der Staffel Ost traten an: TSV 1952 Bützow, Bad Doberaner SV 90 II, HC Empor Rostock II, SV Motor Barth, HSV Grimmen 1992 II, HV Altentreptow, SV Warnemünde II, HSV Insel Usedom II und HSV 90 Waren. In der Staffel West spielten: SV Crivitz, Plauer SV, Hagenower Sportverein, Schwaaner SV, TSG Wittenburg, SG HB Schwerin-Leezen, VfL Blau Weiss Neukloster und HSG Uni Rostock. Wegen des Saisonabbruchs kam es nicht mehr zu den vorgesehenen Platzierungsspielen.

#### Landesliga Mecklenburg-Vorpommern (Frauen)
In der Landesliga der Frauen wurde in zwei Staffeln gespielt. In der Staffel Ost traten an: Rostocker HC II, SV Pädagogik Rostock, Stralsunder HV, Stavenhagener SV von 1863, HSV Grimmen 1992, SV Warnemünde und SV Motor Barth. In der Staffel West traten die Teams SV Grün-Weiß Schwerin II, Rostocker HC (U21) III, TSV 1952 Bützow, HSG Uni Rostock, SV Eintracht Rostock, VfL Blau Weiss Neukloster und Schwaaner SV an. Wegen des Saisonabbruchs kam es nicht mehr zu den vorgesehenen Platzierungsspielen.

## Gliederung

### Aktuelle Gliederung (seit 2012)
Der Handballverband Mecklenburg-Vorpommern teilt sich nach einer Strukturreform seit 2012 in drei Bezirkshandballverbände. Zuvor gab es acht Handballkreise. Die aktuelle Zuordnung der Vereine lautet:

#### Bezirk Nord
- - Bad Doberaner SV 90
  - HC Empor Rostock
  - HSG Universität Rostock
  - Laager SV 03
  - Ribnitzer HV
  - Rostocker HC
  - SC Laage
  - Schwaaner SV
  - SG Motor Neptun Rostock
  - SV Eintracht Rostock
  - SV Empor Kühlungsborn
  - SV Motor Barth
  - SV Pädagogik 1982 Rostock
  - SV Warnemünde
  - TSV Graal-Müritz

- Bezirk Ost
  - PSV Stralsund
  - SG Empor Sassnitz
  - HSV Grimmen 1992
  - Stralsunder Handball-Verein
  - VfB 93 Penzlin
  - Handball SG Greifswald
  - Pasewalker HV
  - Reuterstädter Sportverein 08
  - Stavenhagener SV von 1863
  - HSV Peenetal Loitz
  - SV Einheit Demmin
  - HV Altentreptow
  - HSV Greif Torgelow 07
  - HSV 90 Waren
  - Wolgaster HV 2000
  - SV Fortuna ’50 Neubrandenburg
  - Malchower SV 90
  - PSV Neustrelitz
  - SV Burg Stargard
  - Torgelower SV Greif
  - SV Gützkow
  - SV Brunn
  - TSV Malchin
  - HSV Insel Usedom

- Bezirk West
  - SSV Einheit Teterow
  - Schweriner Sportclub
  - SV Post Telekom Schwerin
  - ESV Schwerin
  - SV Grün-Weiß Schwerin
  - SV Crivitz
  - Vellahner SV
  - SV Aufbau Sternberg
  - ESV 48 Hagenow
  - PSV Handball Ludwigslust 1990
  - Alba 93 Boizenburg
  - Plauer Sportverein
  - Parchimer Sportverein
  - TSV Goldberg 1902
  - SV Plate
  - SG Banzkow-Leezen
  - SV Matzlow-Garwitz
  - SV Blau-Weiß Grevesmühlen
  - VfL Blau Weiß Neukloster
  - TSG Wismar
  - Güstrower HV 94
  - TSV Bützow
  - TSG Wittenburg
  - Motor Boizenburg
  - Aufbau Boizenburg
  - Mecklenburger SV

### Ehemalige Gliederung (bis 2012)
Die früheren Kreise hatten 2008 noch 96 Vereine und hießen:
- KHV Mecklenburg-Vorpommern Ost (22 Vereine)
- KHB Rostock (18 Vereine)
- KHV Güstrow (6 Vereine)
- KHV Schwerin (6 Vereine)
- KHV Greifswald / Ostvorpommern (6 Vereine)
- KHV Nordvorpommern (14 Vereine)
- KHV Wismar / Nordwest-Mecklenburg (9 Vereine)
- KHV Mecklenburg / Südwest (15 Vereine)